# Licencia Combinada de Construcción y Operación
La Licencia Combinada de Construcción y Operación (Guía Reguladora 1206, en inglés: Combined Construction and Operating License, COL) reemplazó el Borrador de la Guía Reguladora 1145 como el proceso de licenciamiento para centrales de energía nuclear en Estados Unidos. Es parte de un nuevo proceso más limpio que se espera evite los retrasos en la operación que contribuyó a que muchas centrales se inactivaran en la década de 1980.
Previamente, el proceso de licenciamiento tenía dos pasos, la construcción y operación, cada uno de los cuales requería que fuera otorgada una licencia diferente. Por ese motivo la oposición que surgía antes de que una planta comenzara a operar versus antes de que comenzara su construcción podían ser extremadamente perjudiciales desde el punto de vista financiero para una instalación. De todas formas una COL aún es insuficiente para construir una central nuclear, previamente también se debe llenar una solicitud de Permiso Inicial de Sitio (en inglés: Early Site Permit, ESP). La ESP trata sobre el lugar donde la central será construida mientras que la COL trata sobre el diseño y construcción del reactor. Tanto la solicitud de la ESP y de la COL pueden ocurrir simultáneamente.
En el año 2007 a noviembre se habían solicitado dos licencias COL. Otros tres permisos ESP habían sido solicitados por Dominion, Entergy y Exelon Corporation.